# Xenylla mongolica
Xenylla mongolica är en urinsektsart som beskrevs av Olga M. Martynova 1975. Xenylla mongolica ingår i släktet Xenylla och familjen Hypogastruridae. Inga underarter finns listade i Catalogue of Life.